# Renato Spada
Renato Spada (Carpinello, 20 luglio 1894 – Forlì, 18 agosto 1971) è stato un aviatore italiano, mitragliere e poi pilota di idrovolanti durante la prima guerra mondiale.
Pluridecorato per azioni di guerra con due medaglie d'argento al valor militare e due croci di guerra. Anche l'Alto Comando Francese lo decorò di medaglia d'argento al valore.

## Biografia

Isola di Sant'Andrea (Venezia): Canale Sant'Andrea - Stazione Idrovolanti Giuseppe Miraglia.

Alla fine della guerra il motto del vincitore in romagnolo: come me la godo.

volo di addestramento

Allievo della scuola di "Arti e Mestieri" di Forlì è operaio specializzato a Milano ove segue il corso di motorista d'aviazione. Arruolato nella Regia Marina quale torpediniere elettricista sceglie il cielo (gli idrovolanti) anziché le profondità del mare (i sommergibili) e viene aggregato alla 259ª Squadriglia da bombardamento della stazione idrovolanti Giuseppe Miraglia. Vola come motorista osservatore. Dopo ripetute domande rivolte ai superiori per essere inviato ad una scuola di pilotaggio, con la complicità di un pilota e di un motoscafista decolla da solo in mare aperto davanti a Porto Corsini e ripete decollo ed ammaraggio per cinque volte con successo con un apparecchio F.B.A. motore 200 hp. Viene arrestato per insubordinazione ma solo dopo tre giorni di carcere a Venezia il comandante Roberto di Castelvero, responsabile della stazione idrovolanti Giuseppe Miraglia, lo affida ad un pilota di M3 con doppio comando per istruirlo. Dopo cinque prove consegue il 1° brevetto, è arruolato come pilota ed in seguito a diversi bombardamenti e missioni fotografiche ottiene il brevetto militare e in seguito il 2° brevetto.
Partecipa a tutte le missioni di guerra eseguite dalla stazione Miraglia e dopo aver superatole le prescritte prove di acrobazia è passato alla 261ª Squadriglia di idrocaccia.
In qualità di motorista-mitragliere riesce ad abbattere, dall'abitacolo posteriore del suo FBA Type H, un aereo nemico della k.u.k. Kriegsmarine, la marina militare dell'Impero austro-ungarico. Alla fine del 1917 è promosso pilota di idrovolanti come il Macchi L.3 e poi di idrovolanti da caccia come il famoso Macchi M.5.
La prima medaglia d'argento gli fu conferita per un'azione del 17 aprile 1917 "per aver inseguito un velivolo austriaco fino a poche miglia dalla costa nemica ingaggiando combattimento ad altissima quota e non abbandonandolo che dopo averlo fatto cadere in mare inutilizzato".
Quando era nella 252ª Squadriglia il 17 aprile partono 4 FBA oltre ad altri 4 della squadriglia francese di Grado (Italia) e 7 Nieuport francesi del Porto di San Nicolò per intercettare degli idrovolanti austriaci ed abbattono a 15 miglia dalla costa un Lohner K ma al rientro l'FBA del Sottotenente macchinista Giulio Viner che aveva a bordo il motorista Spada deve ammarare in emergenza vicino alla foce del Piave.
Un altro FBA con il Capitano di Cavalleria Paolo Avogadro parte per catturare i due austriaci ma a causa delle condizioni meteorologiche peggiorate si rovescia nell'ammaraggio e vengono presi a bordo dal Macchi L.3 del Guardiamarina Agostino Brunetta che poi non riesce a ripartire per il brutto tempo finendo catturati dalle torpediniere austriache.
La seconda medaglia per avere dal giugno al settembre 1918 "prima come osservatore e poi come pilota dato prova di audacia e virtù militari eseguendo più di venti missioni di bombardamento tra le quali tre notturne su Pola".
Al 28 novembre 1917 l'osservatore torpediniere Spada è nella 263ª Squadriglia di Porto Corsini.
Orgoglioso della sua origine romagnola, alla fine della guerra festeggia la vittoria scrivendo sul suo idrovolante in romagnolo "come me la godo" (vedi foto).
All'alba del 4 novembre 1918 fa parte della squadra di idrocaccia, otto in totale, che occupa Pola prima che vi giungessero i soldati di terra. È il primo idrovolantista che scende sulle acque di Fiume liberata.
Ha pilotato in tempi di guerra: FBA, M3, M8, M9 da bombardamento, M5, M5bis, M7 da caccia.